# Gastrosaccus widhalmi
Gastrosaccus widhalmi is een aasgarnalensoort uit de familie van de Mysidae. De wetenschappelijke naam van de soort is voor het eerst geldig gepubliceerd in 1887 door Czerniavsky.